# Dragqueen

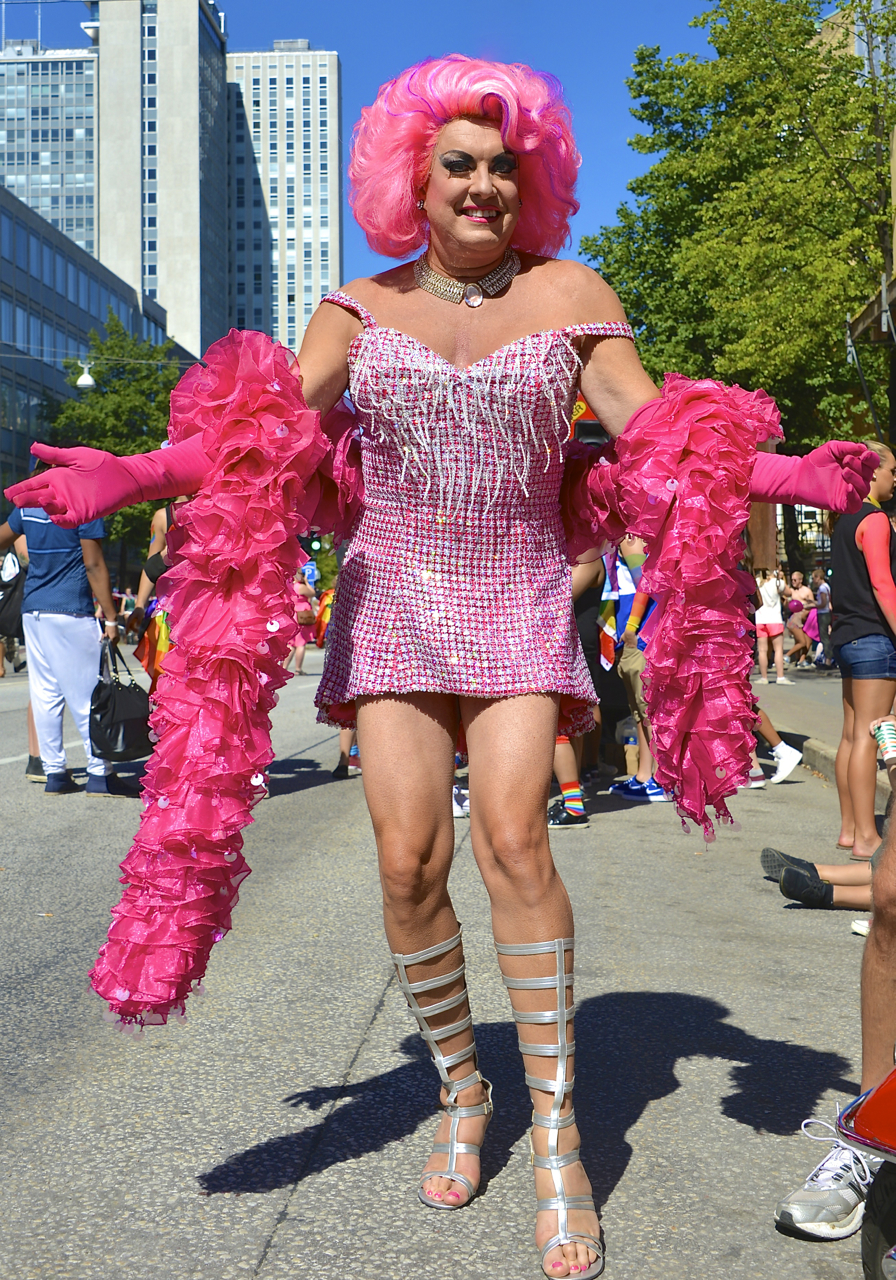
Svensk dragartist under namnet Babsan.

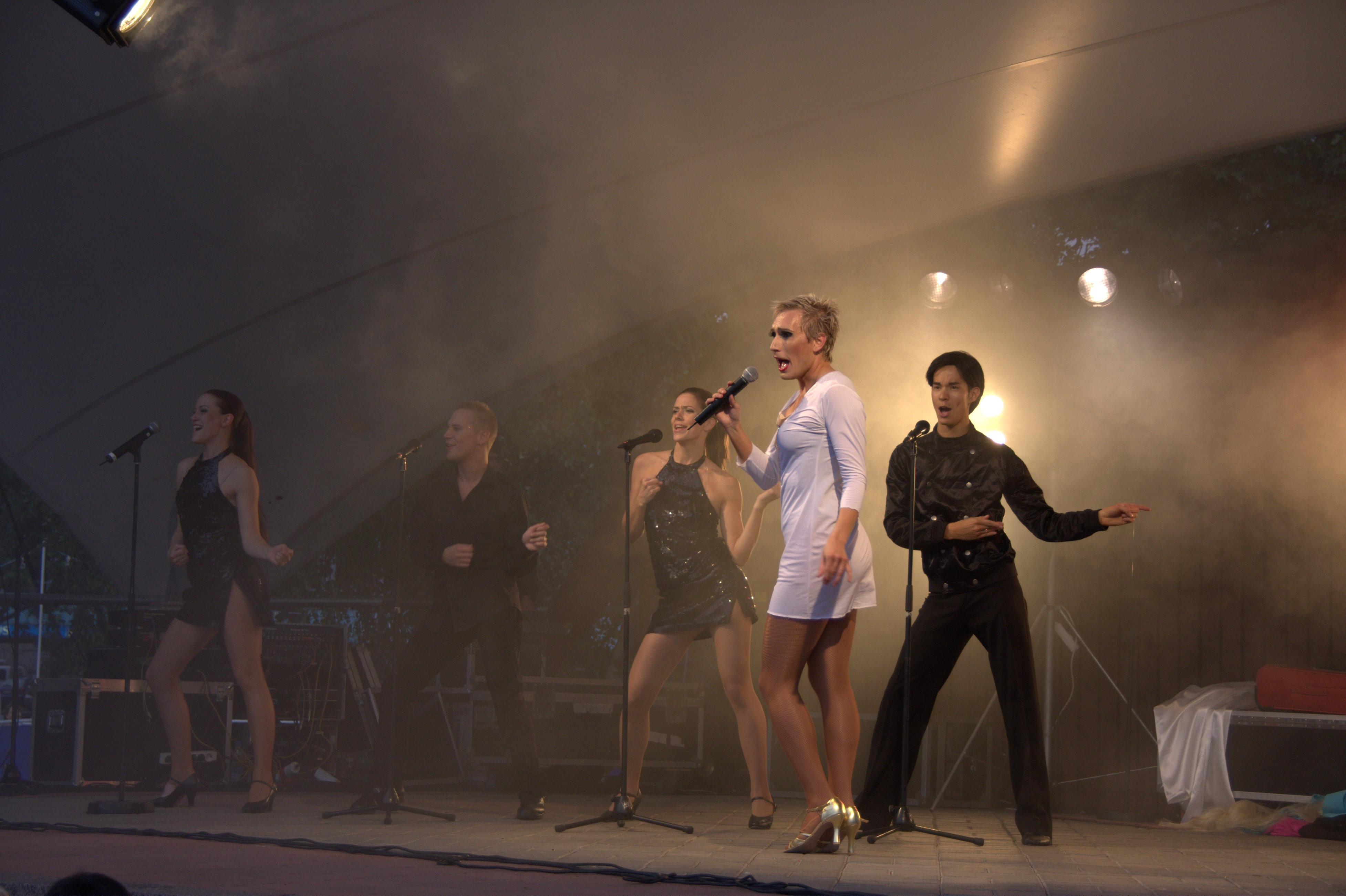
Dragshow

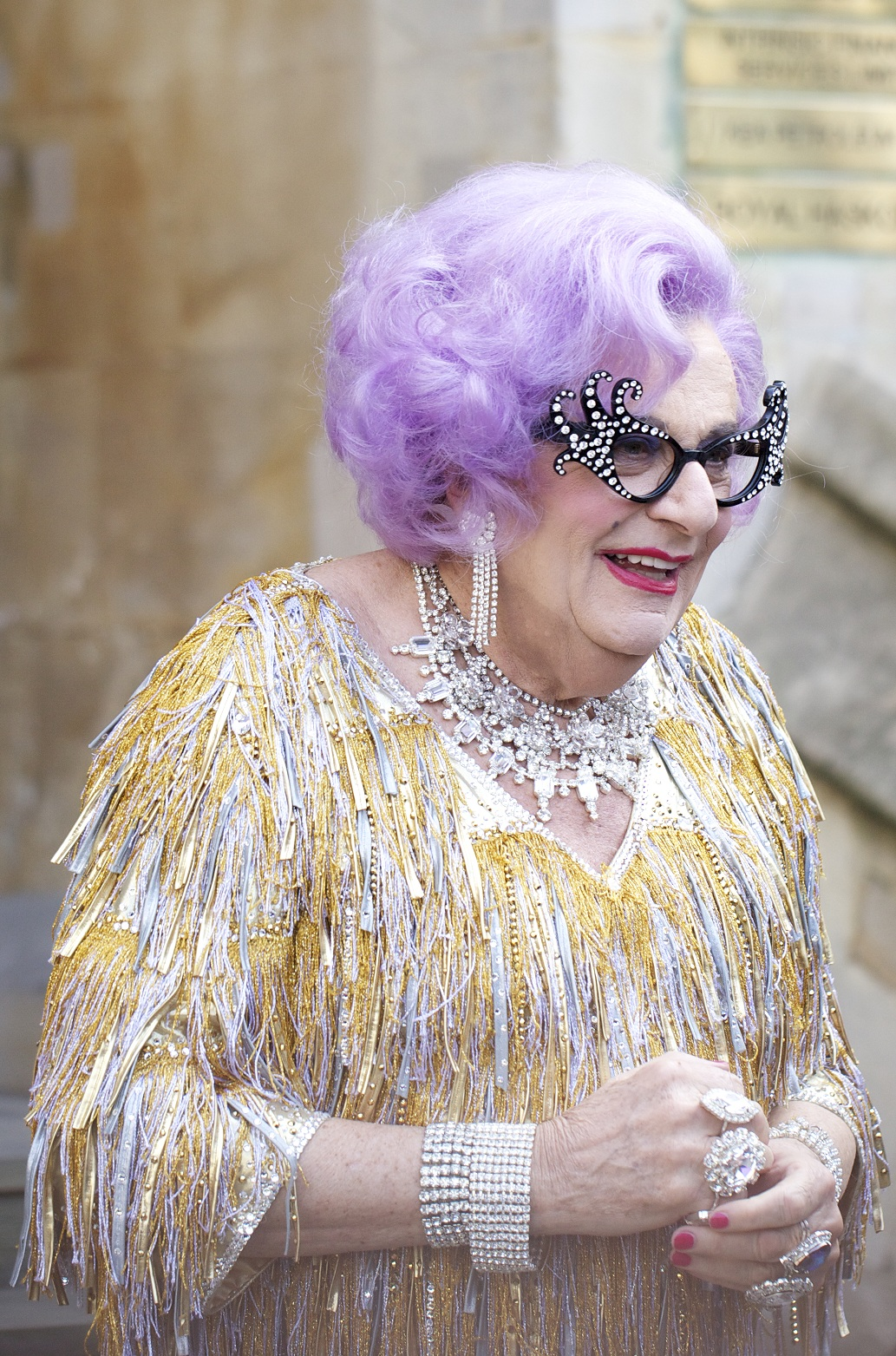
Dame Edna kom att bli en världskänd dragqueen.

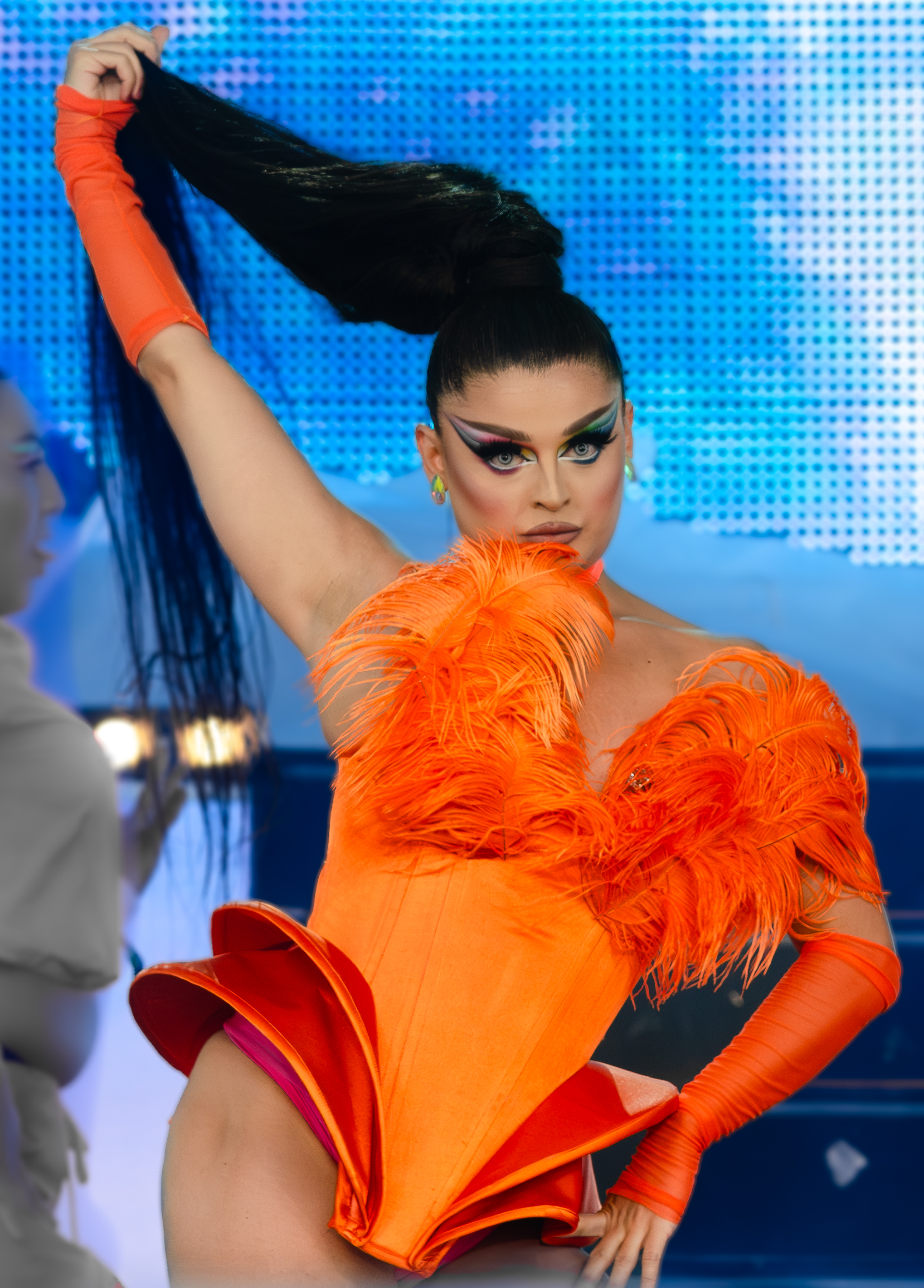
Brasilianska dragartisten Fontana.

Dragqueen, druga eller dragdrottning, är en person, vanligen manlig, som ikläder sig typiska kvinnliga attribut, ofta i överdriven tappning, i underhållningssyfte. Dragqueen ska inte förväxlas med transperson. Dragqueens är ett exempel på kvinnlig appropriering - där ”kvinnliga” beteenden, utseenden överdrivs. Dragqueens brukar uppträda som artister eller partyminglare. Föreställningar där en ensemble med dragqueens uppträder kallas för dragshow. 
Äldsta kända exemplet där "drag" används för att referera till manliga skådespelare uppklädda i kvinnokläder härstammar från 1870. Svensken John Lind var verksam som "damimitatör" som det kallades i början av 1900-talet. 
Druga är svensk gayslang för manlig dragshowartist. Inom dragkulturen finns en mängd olika subgenrer.

## Dragshow
Dragshow är en form av underhållning där personer uppträder utklädda till motsatt kön eller spelar på motsättningar mellan könsrollerna. Vanligt förekommande i HBTQ-kulturen, dels som showartist, dels som partyminglare.
En man utklädd till kvinna kallas dragqueen, druga eller dragdrottning. En kvinna utklädd till man kallas dragking eller dragkung. Druga är svensk gayslang för manlig dragshowartist.

## Television
I svensk teve är kanske de mest kända profilerna Babsan, Rickard Engfors och Christer Lindarws After Dark. Båda har varit med och tävlat i Melodifestivalen, samt i en rad andra underhållningsprogram. I Amerika har drag fått ett stort genombrott i media genom talangjakten Rupauls dragrace, där en av USA:s mest prominenta dragqueens, RuPaul, leder deltagarna i tävlingen om titeln "Amerikas nästa dragsuperstjärna". Ukraina skickade drugan Verka Serdjutjka att representera landet i Eurovision Song Contest 2007. Även den norska dragshowgruppen Queentastic var med i Norges uttagning till Eurovision 2006.

## Kända dragshowartister

### Sverige
- After Dark med bland andra Christer Lindarw och Lasse Flinckman
- Babsan
- Diamond Dogs
- Rickard Engfors
- Surprise Sisters
- Drag-On-Line
- Edith Crepp
- Fashion pack
- Tiffany Persson
- Imaa Queen
- Admira Thunderpussy

## Kritik
Dragqueen anses av vissa vara transfobiskt, då det ses som underhållning medan transpersoner förtrycks. Det kan även anses anspela på ett könsbinärt samhälle, och definierar kvinnor som smink och kläder. Samtidigt finns det en viktig åtskillnad mellan identitet och performativitet att ta hänsyn till i denna kritik.
Det har också framförts kritik mot att dragqueens läser sagor för barn, så kallat drag queen story hour, då detta tros vara sexualiserande och utgöra ett ideologiskt uttryck.[källa behövs] Förespråkare menar istället att barns fantasier och sagor inte ska begränsas av normer.